# Phoradendron vasquezianum
Phoradendron vasquezianum är en sandelträdsväxtart som beskrevs av Kuijt. Phoradendron vasquezianum ingår i släktet Phoradendron och familjen sandelträdsväxter. Inga underarter finns listade i Catalogue of Life.